# لوسان لازادیس
لوسان لازادیس (فرانسوی: Lucien Lazaridès‎; ۳۰ دسامبر ۱۹۲۲ – ۱۹ ژوئیهٔ ۲۰۰۵) دوچرخه‌سوار اهل فرانسه بود.